# Асара (Иран)
Асара (перс. آسارا‎) — небольшой город на севере Ирана, в остане Альборз. Входит в состав шахрестана Кередж. Административный центр одноимённого бахша.

## История
Город Асара был образован 20 января 2008 года путём административного объединения четырёх сёл: Асара, Рей-Земин, Сира и Поле-Хваб.

## География
Город находится в восточной части Альборза, в горной местности южной части Эльбурса, на расстоянии приблизительно 25 километров к северо-востоку от Кереджа, административного центра провинции. Абсолютная высота — 2556 метров над уровнем моря.

## Население
По данным переписи 2006 года совокупное население сёл, вошедших в состав города составляло 1030 человек (510 мужчин и 520 женщин). Насчитывалось 282 семьи. Уровень грамотности населения составлял 81,94 %. Уровень грамотности среди мужчин составлял 86,08 %, среди женщин — 77,88 %.